# Bilal Machov
Bilal Valerijevič Machov (Machua) (* 20. září 1987 Nalčik) je ruský zápasník kabardské národností, olympijský medailista z roku 2012.

## Sportovní kariéra
Zápasit začal v 8 letech v rodném Nalčiku pod vedením Muchammeda Ašnokova. Ve 13 letech se s rodiči přestěhoval do krasnodarského Armaviru, kde se tradičně zápasníci specializují na řecko-římský (klasický) styl. Protože ho více zajímal volný styl požádal svého armavirského trenéra Alibeka Gadžimagomedova aby ho doporučil některému z trenérů volného stylu. V Majkopu na jednom z turnajů se seznámil s reprezentačním trenérem Dagestánu Magomedem Gusejnovem a v 15 letech ho následoval do Chasavjurtu. V Chasavjurtu navštěvoval místní sportovní školu, na které se připravoval pod vedením Chankala Gadžimagomedova. Vedle volného stylu se nadále věnoval i klasickému stylu a to do té míry, že v roce 2005 reprezentoval Rusko na mistrovství světa juniorů ve Vilniusu v obou stylech. Tato kombinace je v silných zápasnických zemích kvůli vysoké úrovni ojedinělá.
V ruské mužské volnostylařské reprezentaci se pohyboval od roku 2007 a v témže roce na mistrovství světa v Baku získal svůj první titul mistra světa. Zároveň vybojoval účastnickou kvótu na olympijských hrách v Pekingu. O nominaci měl rozhodnout turnaj mistrovství Ruska konaný v červnu 2008. Na tento turnaj nepřijel v dobré formě, dle vyšetření ho někdo otrávil rtutí, a místo něho jel do Pekingu reprezentační kolega Bachtyjar Achmedov. V roce 2011 se druhým místem na mistrovství světa v Istanbulu kvalifikoval na olympijské hry v Londýně v roce 2012. V Londýna postoupil do semifinále, ve kterém prohrál těsně ve dvou setech s Gruzínem Davitem Modzmanašvilim. V souboji o třetí místo porazil ve třech setech v poměru 2:1 Kazacha Dauleta Šabanbaje a získal bronzovou olympijskou medaili. V roce 2019 se nově analyzovaly vzorky účastníků olympijských her v roce 2012, které ukázaly doping jeho semifinálového přemožitele Modzmanašviliho. Po jeho diskvalifikaci se posunul na druhé místo a získal stříbrnou olympijskou medaili. V červenci 2020 ho Mezinárodní olympijský výbor posunul na první příčku, čímž se stal společně s Íráncem Komejlem Gásemím spoludržitelem zlaté olympijské medaile.
V roce 2015 si splnil dětský sen reprezentovat Rusko ve dvou olympijských zápasnických stylech. Na mistrovství světa v Las Vegas získal v obou stylech třetí místo. Tímto se stal nejen prvním ruským, který podobného úspěchu dosáhl. Na olympijských hrách v Riu v roce 2016 se soustředil pouze na volný styl. Nevyladil však optimálně formu a vypadl v úvodním kole s reprezentantem Ukrajiny Alenem Zasejem, když se dvacet sekund před koncem nechal vytlačit ze žíněnky. Od roku 2017 hledal motivaci dále pokračovat. V roce 2019 se vrátil do širšího výběru ruské reprezentace.
Od roku 2015 koketuje s promotéry o vstupu mezi profesionály a věnovat se ultimátním zápasům. Jeho vstup do oktagonu se však s železnou pravidelností oddaluje.

## Výsledky

### Zápas ve volném stylu
| Turnaj             | 2005 | 2006 | 2007 | 2008 | 2009 | 2010 | 2011 | 2012 | 2013 | 2014 | 2015 | 2016 |
| Turnaj             | 18   | 19   | 20   | 21   | 22   | 23   | 24   | 25   | 26   | 27   | 28   | 29   |
| Turnaj             | -120 | -120 | -120 | -120 | -120 | -120 | -120 | -120 | -120 | -125 | -125 | -125 |
| ------------------ | ---- | ---- | ---- | ---- | ---- | ---- | ---- | ---- | ---- | ---- | ---- | ---- |
| Olympijské hry     |      |      |      | —    |      |      |      | 1.   |      |      |      | úč.  |
| Mistrovství světa  | —    | —    | 1.   |      | 1.   | 1.   | 2.   |      | —    | —    | 3.   |      |
| Evropské hry       |      |      |      |      |      |      |      |      |      |      | —    |      |
| Mistrovství Evropy | —    | —    | —    | —    | —    | 1.   | —    | —    | —    | —    | —    | —    |
| MS juniorů         | 1.   | 1.   | —    |      |      |      |      |      |      |      |      |      |
| ME juniorů         | —    | —    | —    |      |      |      |      |      |      |      |      |      |

### Zápas řecko-římský
| Turnaj             | 2005 | 2006 | 2007 | 2008 | 2009 | 2010 | 2011 | 2012 | 2013 | 2014 | 2015 | 2016 |
| Turnaj             | 18   | 19   | 20   | 21   | 22   | 23   | 24   | 25   | 26   | 27   | 28   | 29   |
| Turnaj             | -120 | -120 | -120 | -120 | -120 | -120 | -120 | -120 | -120 | -130 | -130 | -130 |
| ------------------ | ---- | ---- | ---- | ---- | ---- | ---- | ---- | ---- | ---- | ---- | ---- | ---- |
| Olympijské hry     |      |      |      | —    |      |      |      | —    |      |      |      | —    |
| Mistrovství světa  | —    | —    | —    |      | —    | —    | —    |      | —    | 3.   | 3.   |      |
| Evropské hry       |      |      |      |      |      |      |      |      |      |      | —    |      |
| Mistrovství Evropy | —    | —    | —    | —    | —    | —    | —    | —    | —    | —    | —    | —    |
| MS juniorů         | 3.   | —    | —    |      |      |      |      |      |      |      |      |      |
| ME juniorů         | —    | —    | —    |      |      |      |      |      |      |      |      |      |